# Departamento de Matagalpa
Matagalpa es un departamento de Nicaragua. Su cabecera departamental es Matagalpa. El departamento de Matagalpa es después de Managua, el segundo departamento más poblado del país y junto al departamento de Chinandega el que más municipios tiene con un total de 13, aunque en realidad, Matagalpa también administra el municipio de Waslala perteneciente a la Región Autónoma de la Costa Caribe Norte. 
El departamento de Matagalpa es después del departamento de Jinotega el segundo más extenso y la quinta entidad nacional más grande de la República de Nicaragua, representa la segunda entidad más poblada, pero con menor densidad poblacional debido a su tamaño.

## Geografía
El departamento de Matagalpa cuenta con una geografía muy variada de un municipio a otro, los municipios de Sébaco y Ciudad Darío cuentan con amplios valles rodeados de montañas de mediana altura, mientras que los municipios de Matagalpa, San Ramón y El Tuma - La Dalia tienen valles estrechos rodeados de montañas altas.  
El departamento de Matagalpa lo cruzan dos de las cordilleras más grandes del país: la cordillera Isabelia y la cordillera Dariense con algunas elevaciones como Apante, Musún, Peñas Blancas (que sirve de frontera con el departamento de Jinotega); entre otras.

### Límites
Límites del departamento: 
- Al norte con el departamento de Jinotega.
- Al sur con los departamentos de Boaco y Managua.
- Al este con las regiones autónomas de la Costa Caribe Norte y Costa Caribe Sur.
- Al oeste con los departamentos de Estelí y León.

## Demografía
Durante los últimos 117 años (1906-2023), la población matagalpina se ha multiplicado por 13 veces, pasando de tener solo 44 mil habitantes en 1906 a tener una población de 613 mil habitantes para el año 2023 según las últimas estimaciones. 
En la actualidad y con más de medio millón de personas, el departamento de Matagalpa se ha convertido en el segundo departamento más poblado de Nicaragua después del departamento de Managua. Porcentualmente, alrededor de un 9 % de los nicaragüenses viven en el departamento.
| Población histórica del departamento de Matagalpa | Población histórica del departamento de Matagalpa | Población histórica del departamento de Matagalpa |
| Año                                               | Habitantes                                        | Fuente                                            |
| ------------------------------------------------- | ------------------------------------------------- | ------------------------------------------------- |
| 1906                                              | 44 290                                            | Censo nicaragüense de 1906                        |
| 1920                                              | 78 226                                            | Censo nicaragüense de 1920                        |
| 1940                                              | 111 201                                           | Censo nicaragüense de 1940                        |
| 1950                                              | 135 401                                           | Censo nicaragüense de 1950                        |
| 1963                                              | 171 465                                           | Censo nicaragüense de 1963                        |
| 1971                                              | 168 139                                           | Censo nicaragüense de 1971                        |
| 1995                                              | 383 776                                           | Censo nicaragüense de 1995                        |
| 2005                                              | 469 172                                           | Censo nicaragüense de 2005                        |
| 2023                                              | 613 262                                           | Estimaciones del INIDE                            |

Matagalpa tiene una población actual de 613,262 habitantes. De la población total, el 49.4% son hombres y el 50.6% son mujeres. Casi el 41.5% de la población vive en la zona urbana.

## División administrativa
El departamento de Matagalpa está dividido administrativamente en trece municipios:
| Municipio          | Superficie | Población  | Población       |
| Municipio          | Superficie | Censo 2005 | Estimación 2023 |
| ------------------ | ---------- | ---------- | --------------- |
| Ciudad Darío       | 735.3 km²  | 41,014     | 54,458          |
| El Tuma - La Dalia | 651.7 km²  | 56,681     | 81,043          |
| Esquipulas         | 218.6 km²  | 15,877     | 18,166          |
| Matagalpa          | 619.4 km²  | 133,416    | 171,473         |
| Matiguás           | 1,532 km²  | 41,127     | 54,676          |
| Muy Muy            | 375.1 km²  | 14,721     | 17,299          |
| Rancho Grande      | 598.2 km²  | 26,223     | 43,352          |
| Río Blanco         | 662.5 km²  | 30,785     | 37,469          |
| San Dionisio       | 165.5 km²  | 16,273     | 18,710          |
| San Isidro         | 282.7 km²  | 17,412     | 20,279          |
| San Ramón          | 424.0 km²  | 30,682     | 42,585          |
| Sébaco             | 289.8 km²  | 32,221     | 38,588          |
| Terrabona          | 248.9 km²  | 12,740     | 15,164          |

### Municipios importantes
La tasa de natalidad del departamento de Matagalpa está entre las más altas del país con el municipio más poblado la cabecera departamental Matagalpa.
Matagalpa: Es la cabecera departamental, municipio más poblado y sede de los ministerios regionales encargados de administrar los 13 municipios del departamento y el municipio de Waslala; perteneciente geográficamente a la Región Autónoma de la Costa Caribe Norte. El municipio produce granos básicos como el fríjol, hortalizas y principalmente café procesado en los beneficios de café ubicados al sur del municipio. La ciudad de Matagalpa es la más importante del departamento y una de las más importantes del país, cuenta con todo tipo de servicios financieros, comerciales y atractivos entre los que destacan los miradores de Apante y del Calvario, ubicados al sureste y oeste de la ciudad respectivamente. 
Sébaco: Es el municipio más importante del departamento después de la cabecera, Matagalpa; la importancia agroindustrial de Sébaco es de carácter nacional ya que produce gran parte del arroz que consume el país, además en el municipio existe mucho movimiento comercial y financiero contando con prácticamente la mayoría de las entidades bancarias del país, así como un comercio muy fluido. Además, Sébaco tiene una historia muy rica y patrimonios precolombinos y coloniales. Dista 30 kilómetros de la ciudad de Matagalpa.
Ciudad Darío: Cuna del poeta más famoso de Nicaragua, Rubén Darío, hoy en día Darío un municipio cuya economía se basa en producción de arroz y recientemente de tabaco; la ciudad muy tranquila y apacible se destaca por su iglesia parroquial y la casa donde nació Rubén Darío. Dista 45 kilómetros de la ciudad de Matagalpa.
El Tuma - La Dalia: Es un municipio de gran extensión y con una población muy dispersa en comunidades rurales, la cabecera municipal se encuentra en el casco urbano de la Dalia, ciudad que ha crecido mucho en los últimos años en comercio y servicios a las comunidades de los alrededores. El municipio produce granos básicos, café, lácteos y tiene .mucha belleza natural con servicios de recrestivos comunitarios y algunos posadas campestres.

## Economía
Matagalpa es la región más diversificada productora de una variedad amplia de productos, desde granos básicos como arroz en los valles de Sébaco y Ciudad Darío; frijoles en los municipios de San Ramón y El Tuma - La Dalia; lácteos y sus derivados en los municipios de Río Blanco y Matiguás; cacao en el municipio de Rancho Grande y, el producto por excelencia del departamento, el café en los municipios de Matagalpa y El Tuma - La Dalia.